# Xopanac
Xopanac är en ort i Mexiko.   Den ligger i kommunen Ixtacamaxtitlán och delstaten Puebla, i den sydöstra delen av landet, 140 km öster om huvudstaden Mexico City. Xopanac ligger 2 844 meter över havet och antalet invånare är 108.
Terrängen runt Xopanac är huvudsakligen kuperad, men åt nordost är den bergig. Xopanac ligger uppe på en höjd. Runt Xopanac är det ganska tätbefolkat, med 65 invånare per kvadratkilometer. Närmaste större samhälle är San Miguel Tenextatiloyan, 18,9 km öster om Xopanac. I omgivningarna runt Xopanac växer huvudsakligen savannskog.